# Karow (Berlin)
Karow, Berlin-Karow – dzielnica (Ortsteil) Berlina w okręgu administracyjnym Pankow. Od 1 października 1920 w granicach miasta.
W dzielnicy znajduje się stacja kolejowa Berlin-Karow.